# 애슈타 전파 납치 사건
애슈타 전파 납치 사건(영어: Ashtar broadcast signal intrusion) 1977년 11월 26일 오후 5시 26분에 영국 ITN 뉴스에서 정체불명의 남성이 전파를 하이재킹한 사건을 말한다. 당시에는 전파납치를 할 기술이 부족했기 때문에 이 사건은 큰 화제가 되었다. 또한 전파가 납치되고 있는 6분동안 방송국에서는 이 사실을 모르고 있었다.

## 사건
전파납치를 한 정체불명의 남성은 애쉬타(Ashtar)라는 은하의 사령부 대변인 '브릴론' 이라고 말했다. 그는 인류의 운명과 그 세상의 운명에 대해 경고하였고, 재앙을 피할 수 있는 방법을 말하였다.
우리는 오랫동안 우주에서 지구를 지켜 보았다. 하늘에 떠 있는 빛이 우리였고 행성 지구에 있는 형제 자매(행성)들에게 했던것처럼 우리는 여러분들에게도 평화롭게 현명한 방식으로 이야기하고자 한다. 우리는 당신의 인종과 세상의 운명에 대해 경고 한다. 당신의 행성과 다른 행성들 그리고 우리 행성도 위협할 수 있는 재앙을 피할 수 있는 방법을 알려주겠다. 지구가 새로운 물병자리의 시대가 지날 때, 여러분 모두가 겪게 될 위대한 각성(진화)에 참여하기를 바란다.
뉴에이지는 당신의 인종(인류)의 커다란 평화와 진화의 시간이 될수 있다. 그러나 당신의 통치자들이 그들의 판단을 흐리게 하는 악의 힘에 지배될수도 있다는걸 알아야 한다.
지금 당장 들어 줘야 한다 다신 못 올수도 있다. 모든 악의 무기를 제거 해야 한다 오랫동안 지구에 과학자, 정부, 군인들은 우리들의 경고를 듣지 않았다. 지구인들은 핵 에너지라고 불리는 사악한 힘을 계속 실험해 왔다. 원자폭탄은 지구뿐만 아니라 그 자매(주변) 행성들까지도 순식간에 파괴할 수 있다.
원자력 체계에서 나오는 폐기물은 앞으로 수천년동안 지구를 오염시킬 것이다. 우리는 지구인보다 훨씬 오래 진화의 길을 따라 온 우리는 원자력 에너지가 항상 생명에 거스른다는 것을 이미 깨달았다.
그것은 어떠한 평화적인 활용법을 갖지 못했다. 그것의 활용 및 활용을 위한 연구는 즉시 중단되어야 한다. 그렇지 않다면 지구인은 모두 멸망할 위험에 처한다. 모든 사악한 무기들은 사라져야 한다. 분쟁의 시대는 이제 지났다. 만약 무기를 포기하면 인류는 진화에서 가장 높은 위치에 속하게 된다.
여러분에게 아직 시간은 있지만 서로 평화롭게 공존하며 사는 법을 배우기엔 남은 시간이 아주 짧다. 이 행성 도처에 있는 극소수의 사람들은 이 사실을 배웠고, 여러분 모두에게 도래할 뉴에이지의 여명을 전달할 것이다.
그 사람들의 가르침을 믿든 거부하든 그것은 여러분의 자유다. 그러나 평화롭게 사는 방법을 배운 사람들만이 정신적 진보의 더 높은 수준에 도달 할 수 있다.
이제부터 애쉬타 은하 사령부의 대변인 브릴론이 하는 말을 잘 들으시오. 여러분의 세계에서 활동하는 거짓된 예언자들과 지도자들을 경계 하시오.
그들은 여러분이 돈이라 부르는 에너지를 탈취해 사악한 곳에 쓰이게 되고 쓰레기로 돌아올 것이다. 여러분 내면에 존재하는 신성함이 이러한 것들로부터 여러분을 지켜줄거다. 이것은 우리들의 친애하는 지구인을 위한 메시지다.
여러분이 하늘에서 빛나는 우리들을 보아 왔든 우리도 여러분이 자라나는 모습을 오랫동안 보아 왔다.
우리가 여기에 있음으로 당신들은 과학자들이 인정하는 것보다 지구 주위에 더 많은 생명체가 존재한다는 것을 여러분이 알게 되었다. 우리는 빛을 향한 여러분의 행로에 지대한 관심을 갖고 있으며 우리가 할 수 있는 한 최대한 여러분을 도울 것이다.
겁 먹지 마십시오, 오직 당신 자신을 알기 위해 관찰 하라. 그리고 당신의 행성인 지구와 조화롭게 사시오.
지금까지 정취해 주신 여러분께 우리 애쉬타 은하 사령부가 감사 하다고 전한다.
우리는 이제 여러분이 사는 세계를 떠난다. 여러분에게 우주의 지고한 사랑과 진실이 충만하길.

당시 뉴스를 진행했던 아나운서 이보르 밀스(Ivor Mills)의 목소리와 함께 정상적으로 나오던 뉴스의 소리가 잡음과 섞이다가 정체불명의 목소리가 6분간 이어졌다. 뉴스의 영상은 정상적으로 재생되는 상황에서 자신을 애쉬타(Ashtar) 은하 사령부의 대변인 브릴론(Vrillon)이라고 밝힌 이 남성은 인류에게 악의에 찬 지도자들을 경계하라는 주의를 남기고는, 지구에 안녕과 평화를 바란다는 인사와 함께 사라져버렸다. ITN은 당일 자정이 되도록 폭주한 문의 전화를 감당하지 못하고 추적조사할 것을 약속했지만 발신자가 누구인지, 발신지가 어디였는지 조차 밝혀내지 못했고, 오늘날까지도 찾아내지 못하였다.

### 사건에 대한 의혹
여기서 이 남자가 주목을 받게 되든데, 그는 조지 반 타셀로 1950년대 모하비 사막 바위 위에서 명상을 하던 중 외계인과 교신했다고 주장한 인물이다. 조지 반 타셀은 외계인으로부터 미 정부의 무기 개발로 인해 지구가 종말할 수도 있다는 경고를 들었다고 주장했다. 이같은 주장은 당시 UFO 신봉자들을 열광케 했다.
그리고 놀라운 것은 그(조지 반 타셀)가 교신했다고 주장한 외계인이 살고 있는 행성이 바로 애쉬타였다. 행성이 모두 '애쉬타'로 일치하자 이 사건은 애쉬타 전파 납치 사건으로 불리기 시작했고, 전 세계로 보도됐다. 하지만 일각에서는 의문의 목소리가 소수만 시청하는 지역방송사 ITN에서 방송된 점, 영국 남부 지방의 사투리를 구사했다는 점과 "worthless dross"라는 영국의 속어를 쓴 것을 들어 몇 가지 의혹을 제기했다. 얼마 후 IBA는 애쉬타 전파납치 사건은 조작된 것이라고 발표했다. IBA 측은 다른 곳에서 송출된 화면과 오디오 동시 방송은 당시 기술로도 가능하며, 누군가가 송신기를 교란한 뒤 미리 녹음해둔 다른 음성을 송출했던 것이라고 설명했다. 이와 함께 조지 반 타셀 추종자들이 자신들의 교리를 전파하기 위해 가상의 인물을 내세워 자작극을 벌인 것이라고 추측했다. 하지만 조지 반 타셀은 이같은 의혹을 전면 부인했고, 증거 또한 발견되지 않아 지금까지도 일각에서는 외계인의 소행이라고 믿고 있다. 뿐만 아니라 유력 용의자로 지목되었던 조지 반 타셀이 사망하면서 누구의 소행인지는 끝내 밝혀지지 않았다.

## 같이 보기
- 전파 납치
- 맥스 헤드룸 전파 납치 사건
- 외계 생명